# Isoetes jaegeri
Isoetes jaegeri är en kärlväxtart som beskrevs av Pitot. Isoetes jaegeri ingår i släktet braxengräs, och familjen Isoetaceae. Inga underarter finns listade i Catalogue of Life.